# Малышенков, Георгий Филиппович
Георгий Филиппович Малышенков (1898—1937) — комбриг Рабоче-крестьянской Красной Армии, участник Гражданской войны, дважды Краснознамёнец (1923, 1923).

## Биография
Русский. Родился в апреле 1898 г. в г. Балашове Саратовской губернии в семье чернорабочего на железнодорожной станции. Член ВКП(б) с мая 1927 г.
Окончил три класса железнодорожного училища. После увольнения отца с работы в 1905 г. стал трудиться в мануфактурной лавке, а затем в других учреждениях. Одновременно с работой продолжал повышать знания, что позволило в 1914 г. сдать экзамен за шесть классов Балашовской гимназии, а в 1915 г. выдержать экзамен на вольноопределяющегося 2-го разряда. В 1915 г. работал переписчиком в земской управе.
В декабре 1915 г. поступил вольноопределяющимся в РИА. Окончил учебную команду. В сентябре 1916 г. окончил 2-ю Казанскую школу прапорщиков. Последние чин и должность в старой армии — подпоручик, командир роты (по выбору).
После демобилизации из старой армии работал заведующим детской трудовой коммуной в селе Росташи.
В Красной армии по мобилизации с октября 1918 г. Участник Гражданской войны. В ноябре 1918 г. назначен помощником командира 6-го отдельного батальона. С маршевой ротой выехал на фронт, где принял участие в боях с войсками генерала Краснова в районе станции Поворино. После возвращения в 6-й отдельный батальон тяжело заболел. В феврале 1919 г. по болезни уволен в годовой отпуск в г. Балашов. При занятии города войсками белых был арестован и предан военно-полевому суду. Из-под ареста бежал. В августе 1919 г. вновь призван на военную службу и зачислен в резерв при Саратовском губернском военном комиссариате. В том же месяце назначен командиром роты 3-го отдельного батальона. В марте 1920 г. принял тот же батальон. С мая 1920 г. — командир батальона 3-го полка 1-й Донской стрелковой дивизии. В составе полка и дивизии участвовал в боях против войск Махно, Шкуро, Назарова, десанта генерала Улагая. С сентября по ноябрь 1920 г. находился на излечении в госпитале после ранения. С ноября 1920 г. по май 1921 г. находился в отпуске после ранения, болел сыпным тифом. В мае 1921 г. возвратился на службу в РККА и был направлен в распоряжение помощника главнокомандующего по Сибири. С сентября 1921 г. — помощник командира 14-го стрелкового полка (переименованного в 6-й стрелковый) 2-й Амурской армии. В декабре 1921 г. — январе 1922 г. — командир 6-го стрелкового полка. В январе — мае 1922 г. — помощник командира полка, командир 1-го батальона того же полка, при этом в апреле — мае исполнял обязанности начальника резерва милиции и начальника нейтральной зоны. С мая 1922 г. — помощник командира учебно-кадрового Волочаевского стрелкового полка. В июне — августе того же года был комендантом г. Благовещенска. С августа 1922 г. командовал батальоном 4-го Волочаевского стрелкового полка. В сентябре — ноябре 1922 г. — командир 3-го батальона, врид помощника командира 5-го Амурского стрелкового полка. В боях был ранен. С декабря 1922 г. — помощник командира 4-го Волочаевского стрелкового полка. С сентября 1923 г. — помощник командира 5-го Амурского стрелкового полка.
После Гражданской войны на ответственных должностях в РККА. С октября 1924 г. — исполняющий должность командира, с апреля 1925 г. — командир 6-го Хабаровского стрелкового полка. В феврале — апреле 1926 г. прошел специальный курс при восточном отделении Военной академии имени М. В. Фрунзе. В апреле 1926 г. назначен командиром 152-го стрелкового полка 51-й Перекопской стрелковой дивизии (Украинский военный округ). С октября 1927 г. — слушатель основного факультета Военной академии имени М. В. Фрунзе, которую окончил в 1930 г. После окончания академии назначен помощником начальника штаба 4-го стрелкового корпуса. С февраля 1931 г. — начальник 2-го сектора 1-го (Оперативного) управления Штаба РККА. С августа 1932 г. — начальник 1-го отдела того же управления. Из аттестации за 1932 г. на начальника 1-го отдела 1-го управления Штаба РККА Г. Ф. Малышенкова, подписанной начальником управления С. П. Обысовым:
«Энергичный, инициативный, обладает критическим анализом в работе, в личной жизни скромен. Оперативно-тактическая подготовка достаточная. Работает над вопросами тактики и оперативного искусства в связи с внедрением в РККА новейшей техники. Хорошо руководит командирскими занятиями. Вопросы прорабатывает полно и достаточно глубоко. С работой отдела (оперативного) справляется успешно, но в период напряженной работы и большой загрузки отдела теряет равновесие и начинает нервничать. Самолюбив, на замечания начальника реагирует болезненно. Отношения с подчиненными нормальные. Дисциплинирован сам и требует дисциплину от подчиненных. При тов. Малышенкове дисциплина и порядок в отделе значительно улучшились. Упорно добивается путем уплотнения рабочего дня командиров отдела — с одновременным повышением качества работы — освободить командиров от вечерних служебных занятий. В этом деле имеет значительный успех… Политически развит, продолжает работать над повышением марксистско-ленинских знаний (посещает вечерние курсы марксизма). Должности начальника отдела соответствует. Достоин выдвижения на должность командира стрелковой дивизии вне очереди, после чего будет хороший заместитель [начальника] штаба округа по оперативной части».
С июня 1934 г. — командир и военный комиссар 13-й механизированной бригады 5-го механизированного корпуса (Московский военный округ).
С августа 1937 г. состоял в распоряжении Управления по начсоставу РККА.
Арестован 12 сентября 1937 г. Военной коллегией Верховного суда СССР 19 декабря 1937 г. по обвинению в участии в военном заговоре приговорён к расстрелу. Приговор приведён в исполнение 19.12.1937 г.
Указом ПВС СССР от 30.11.1940 г. лишён государственных наград.
Определением Военной коллегии от 15 декабря 1956 г. реабилитирован.
Указом ПВС СССР от 11.7.1967 г. восстановлен в правах на награды.
Жена — Анастасия Константиновна Малышенкова (1903 г.р.) в марте 1938 года была осуждена как член семьи изменника Родины к восьми годам лагерей.

## Награды
- Приказ РВС СССР № 156 от 16 октября 1923 года Орден Красное Знамя РСФСР № 12239:

«Утверждается присуждение на основании приказов РВСР 1919 года № 511 и 2322 и 1920 года № 1144 ордена Красного Знамени Революционным военным советом 5-й армии за отличия в боях с частями армии Дитерихса в 1922 году… командиру батальона 4-го Волочаевского стрелкового полка 2-й Приамурской стрелковой дивизии Малышенкову Георгию Филипповичу… — у станции Волочаевка 12 февраля…»
- Приказ РВС СССР № 156 от 16 октября 1923 года Орден Красное Знамя РСФСР № 241"2". Вторичное награждение.

«Утверждается присуждение на основании приказов РВСР 1919 года № 511 и 2322 и 1920 года № 1144 ордена Красного Знамени Революционным военным советом 5-й армии за отличия в боях с частями армии Дитерихса в 1922 году… Вторично… врид помощника командира 5-го Амурского стрелкового полка Малышенкову Георгию Филипповичу — у гор. Спасска»